# Maria Seissl
Maria „Mia“ Seissl (* 1. März 1959 in Schwoich) ist eine österreichische Bibliothekarin und war von 2005 bis 2024 Leiterin der Universitätsbibliothek der Universität Wien.

## Leben
Maria Seissl studierte an der Universität Innsbruck Anglistik, Amerikanistik, Sprachwissenschaften und Deutsch als Fremdsprache und beendete das Studium 1991 mit einer Diplomarbeit zu  „German modal particles and their English equivalents“. Nach dem Studium begann sie ihre berufliche Laufbahn als Bibliothekarin an der Universitäts- und Landesbibliothek Tirol. Von 1996 bis 1999 leitete sie in Innsbruck die Fachbibliothek für Germanistik.
Anfang 2000 wechselte Seissl an die Universitätsbibliothek der Universität Wien und wurde ein Jahr später zweite stellvertretende Bibliotheksdirektorin. 2004 interimistisch und formal 2005 wurde sie als Nachfolgerin von Ilse Dosoudil Leiterin der Universitätsbibliothek Wien.
Im Präsidium der Vereinigung Österreichischer Bibliothekarinnen und Bibliothekare (VÖB) ist Seissl langjährig in unterschiedlichen Funktionen tätig. Unter anderem hatte sie von 2002 bis 2013 und 2017 bis 2019 das Amt der Vizepräsidentin inne. Im Rahmen der 65. Generalversammlung 2021 wurde Seissl erstmals zur Präsidentin der VÖB gewählt und hatte diese Position bis Ende 2023 inne.